# Manari
Manari es un municipio brasileño del estado de Pernambuco. En el inicio de los años 2000, fue considerado el municipio más pobre de Brasil. Aún es uno de los pocos del país a presentar un bajo Índice de Desarrollo Humano (0.487). Tiene una población estimada al 2020 de 21 776 habitantes.

## Historia
La historia de Manari se da con la llegada de dos hacenderos, Antonio Pereira y Manoel Pereira, de origen Portugués, que se establecieron en la región después de la compraventa de buena parte de la tierra que pertenecían la familia Aranha, propietaria de extenso rango de tierra en el interior de Pernambuco.
Junto con esos hacenderos vinieron algunos esclavos para ayudar en la faena y en el cultivo de la tierra; de entre estos una cautiva de origen indígena, llamada de Mariana.
Una vez, Mariana y sus dos hijos fueron coger umbú, leña y agua en la laguna y fueron atacados por cerdos salvajes, muy abundante en la región conocidos como "quejadas", y según la historia ellos fueron atacados y devorados.
Después del ocurrido hecho, el lugar antes sin denominación pasó a llamarse de Mariana, en homenaje la esclava. Con el pasar de los tiempos, fueron estableciéndose familias de otros lugares y con eso las razas fueron mezclándose, sobreviviendo de la agricultura, como: el maíz, el frijol y el algodón, producto con gran aceptación en el mercado de la época.
Como parte de un fenómeno que era común a la época, la migración de familias como: Rocha, Queiroz, Anjos, Monteiro, Pires y los Maltas se instalaron en la región, y donaron partes de sus tierras para establecer otras familias provenientes de otras localidades, y también para la construcción de la Capilla de Nuestra Señora de la Concepción en la pequeña Villa.
El distrito de Mariana fue creado por la ley municipal nº 2, del 10 de enero de 1929, subordinado al municipio de Moxotó. Su nombre se cambió a Manari por el decreto-ley provincial nº 952, del 31 de diciembre de 1943, según costumbre de la época de nombrar las localidades brasileñas con nombres indígenas. El topónimo Manari, del tupí amana-r-i, significa "riacho, agua de la lluvia", en alusión a un curso de río que corre en sus proximidades.
El distrito fue elevado a la categoría de municipio el 12 de julio de 1995, según los preceptos de la Ley provincial nº 15, de 1990, que estableció condiciones para la emancipación de distritos.